# Norops villai
Norops villai är en ödleart som beskrevs av  Fitch och HENDERSON 1976. Norops villai ingår i släktet Norops och familjen Polychrotidae. Inga underarter finns listade i Catalogue of Life.